# Léonie de Waha

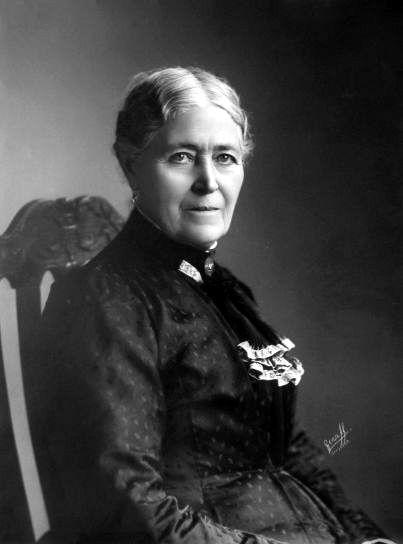
Léonie de Waha

Léonie Marie Laurence de Chestret de Haneffe, conhecida como Léonie de Waha, (1836 – 1926) foi uma feminista, filantropa, educadora e ativista belga do Movimento Valão. Ela é reconhecida por seu apoio à educação de meninas e jovens mulheres e por estabelecer escolas e bibliotecas. Em 1868, ela fundou o Institut supérieur libre de demoiselles, uma escola secundária para meninas, em Liège, hoje conhecida como Athénée Léonie de Waha. Como resultado de seu interesse em promover os direitos da mulher, em 1912 ela estabeleceu a Union des femmes de Wallonie, o qual presidiu até sua morte, em 1926.

## Vida pregressa
Nascida em Tilff, na província de Liège, no dia 3 de março de 1836, Léonie era a filha de pais nobres: o senador belga Hyacinthe de Chestret de Haneffe e Amanda Laurence de Sélys Longchamps, a irmã mais velha do político belga Edmond de Sélys Longchamps. Após a morte de sua mãe, quando ela tinha apenas dois anos, ela foi criada no Castelo Colonster por governantas e professores particulares. Ainda jovem, frequentou o Institut d'Éducation pour Demoiselles em Liège, e passou alguns anos na Flandres. Em 20 de agosto de 1863, ela se casou com o advogado Victor Louis Auguste de Waha-Baillonville, com quem teve uma filha, Louise Amanda. Seu infortúnio continuou com a morte de sua filha em 1866 e de seu marido no dia 1º de agosto de 1867.

## Carreira
Já viúva, de Waha decidiu devotar sua vida à promoção da emancipação das mulheres da educação de meninas. Depois de fundar uma escola de alfaiataria em Tilff, em 1868 ela estabeleceu o Institut supérieur de demoiselles (Colégio para Jovens Madames) em Liège, envolvendo professores competentes em um ambiente secular. Aulas opcionais de religião eram ministradas por pessoas do clero católico, protestante e judeu. A escola posteriormente se expandiu, exigindo novas instalações projetadas pelo arquiteto Jean Moutschen. Logo ficou conhecido como Lycée Léonie de Waha. 
Como resultado de seu interesse pela história local, no início do século XX ela foi atraída pelo Movimento Valão, e passou a corresponder com personalidades como Julien Delaite e Jules Destrée. Ela apoiou propostas de divisão do país em regiões para os valões, flamengos e habitantes de Bruxelas. No dia 28 de outubro de 1912, no auge do interesse em apoiar a Valônia, ela fundou a Union des femmes de Wallonie, a qual, inicialmente, se concentrava em incentivar as mulheres a se envolverem no apoio às tradições culturais da região, mas após o fim da Primeira Guerra Mundial passou a apoiar de maneira mais geral os direitos da mulher. Isso incluiu melhor acesso à educação, sufrágio feminino e mais oportunidades para mulheres na força de trabalho. 
Léonie de Waha morreu em sua casa em Tilff, no dia 8 de julho de 1926, aos 90 anos.
Em 16 de novembro de 1999, o neto de Léonie, Jean Faria de Waha assumiu a direção da escola.